# Laki borbeni zrakoplov
Laki borbeni zrakoplov
Svaki borbeni zrakoplov definiran unutar donje granice praktične radne mase, cijene i kompleksnosti.
U modernoj literaturi najčešći je pojam "zrakoplov niske mase" kako bi se implicirali veća pokretljivist i borbene karekteristike zrakoplova. 
Konceptualno gledano riječ je o zrakoplovima donje polovice praktične radne mase čije su karakteristike pomno optimirane u svrhu postizanja visoke učinkovitosti i kvalitete konstrukcije uz zadovoljavajuća novćanja izdvajanja.
Koncept lakog borbenog zrakoplova višestruko je dokazan kao opcija kojom je moguće poraziti i veće zrakoplove uz značajnu prednost u smislu ekonomske održivosti što daje veliku važnost ovom konceptu.

## Primjeri lakog zrakoplova
- MiG-21
- Mirage III
- Northrop F-5
- F-86 Sabre
- Saab Draken
- JAS 39 Gripen
- F-16
- Mitsubishi F-2
- FA-50
- Chengdu J-10